# Камйонка (Щецинецький повіт)
Камйонка (пол. Kamionka) — село в Польщі, у гміні Ґжмьонца Щецинецького повіту Західнопоморського воєводства.